# PCTP
PCTP (англ. Phosphatidylcholine transfer protein) – білок, який кодується однойменним геном, розташованим у людей на короткому плечі 17-ї хромосоми. Довжина поліпептидного ланцюга білка становить 214 амінокислот, а молекулярна маса — 24 843.
| 10         |  | 20         |  | 30         |  | 40         |  | 50         |
| ---------- |  | ---------- |  | ---------- |  | ---------- |  | ---------- |
| MELAAGSFSE |  | EQFWEACAEL |  | QQPALAGADW |  | QLLVETSGIS |  | IYRLLDKKTG |
| LYEYKVFGVL |  | EDCSPTLLAD |  | IYMDSDYRKQ |  | WDQYVKELYE |  | QECNGETVVY |
| WEVKYPFPMS |  | NRDYVYLRQR |  | RDLDMEGRKI |  | HVILARSTSM |  | PQLGERSGVI |
| RVKQYKQSLA |  | IESDGKKGSK |  | VFMYYFDNPG |  | GQIPSWLINW |  | AAKNGVPNFL |
| KDMARACQNY |  | LKKT       |  |            |  |            |  |            |

A: Аланін

C: Цистеїн

D: Аспарагінова кислота

E: Глутамінова кислота

F: Фенілаланін

G: Гліцин

H: Гістидин

I: Ізолейцин

K: Лізин

L: Лейцин

M: Метіонін

N: Аспарагін

P: Пролін

Q: Глутамін

R: Аргінін

S: Серин

T: Треонін

V: Валін

W: Триптофан

Кодований геном білок за функцією належить до фосфопротеїнів. 
Задіяний у таких біологічних процесах, як транспорт, транспорт ліпідів, ацетилювання, альтернативний сплайсинг. 
Білок має сайт для зв'язування з ліпідами. 
Локалізований у цитоплазмі.